# 皮耶尔拉斯
皮耶尔拉斯（法語：Pierlas，法語發音：[pjɛʁlas]）是法国滨海阿尔卑斯省的一个市镇，属于尼斯区。

## 地理
皮耶尔拉斯（44°1'54"N, 7°2'8"E）面积31.31 平方千米，位于法国普罗旺斯-阿尔卑斯-蓝色海岸大区滨海阿尔卑斯省，该省份为法国东南部沿海省份，南濒地中海，西南至瓦尔省，西北接上普罗旺斯阿尔卑斯省，北部和东部与意大利接壤。
与皮耶尔拉斯接壤的市镇（或旧市镇、城区）包括：伯伊、伊隆斯、略什、里戈、鲁比永。
皮耶尔拉斯的时区为UTC+01:00、UTC+02:00（夏令时）。

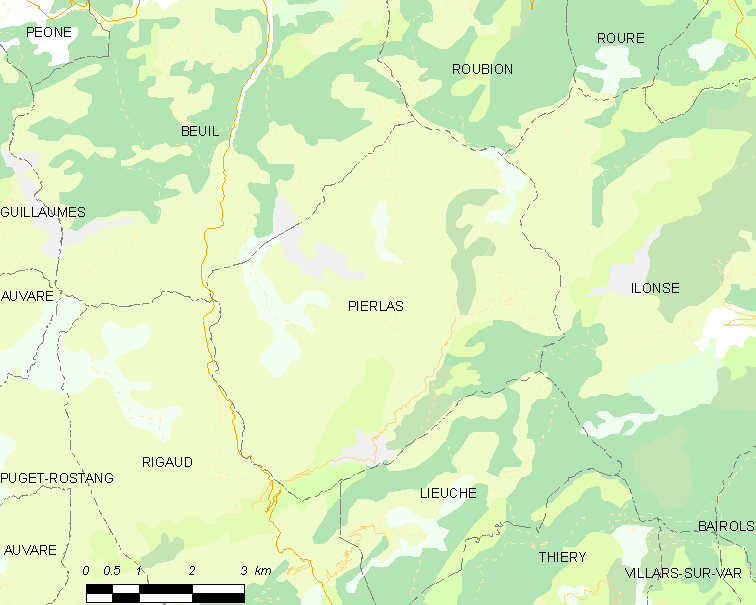
皮耶尔拉斯的OSM定位图

## 行政
皮耶尔拉斯的邮政编码为06260，INSEE市镇编码为06096。

## 政治
皮耶尔拉斯所属的省级选区为旺斯县。

## 人口

1962-2008年间皮耶尔拉斯人口变化图示

皮耶尔拉斯于2022年1月1日时的人口数量为99人。